# Skin (banda)
Skin é um supergrupo de visual kei criado em 2007, formado em Los Angeles, Califórnia pelos músicos japoneses Sugizo, Yoshiki, Miyavi e Gackt.

## História
Idealizada por Yoshiki baterista e pianista do X Japan que a divulgou em uma entrevista a revista Fool's Mate.
O show de estreia foi em Long Beach, Califórnia, com Ju-Ken como baixista suporte.

## Membros
- Gackt – vocal, piano
- Miyavi – guitarra, shamisen
- Sugizo – guitarra, violino
- Yoshiki – bateria, piano

### Membros de suporte
- Ju-Ken – baixo